# Kis pézsmateknős
A kis pézsmateknős (Sternotherus minor) a hüllők (Reptilia) osztályába  és a teknősök (Testudines) rendjébe és az iszapteknősök (Kinosternidae) családjába tartozó faj.
Nevüket onnan kapták, hogy  megzavarása esetén, pézsma szagú folyadékot bocsát ki.

## Előfordulása
Az Amerikai Egyesült Államok középső, déli részén honos. Folyókban és folyamokban található meg.

## Megjelenésük
Testhossza 7,5-10 centiméter. A hátpáncélja ovális, viszonylag magas ívű, a színe zöld vagy barna sötét mintázattal. A haspáncélja sárga vagy narancssárga és nincs rajta mintázat.

## Alfajai
- Sternotherus minor minor
- Sternotherus minor peltifer

## Életmódja
Mindenevő, de főleg csigákkal, rovarokkal, férgekkel táplálkozik.

## Szaporodása
Évente 3-4 alkalommal rak le tojásokat, átlagban 2-3 darabot.

## Külső hivatkozás
- Képek az interneten a fajról